# Brian Greene (basket-ball)
Brian Greene, né le 30 août 1981 à Denver (États-Unis), est un joueur de basket-ball américain, évoluant au poste d'ailier fort.

## Biographie
Après une carrière universitaire avec l'équipe des Rams de Colorado State, il rejoint l'Europe, évoluant en Pologne puis en Belgique.
En 2006, il rejoint la France pour évoluer en Pro A au sein de l'équipe de l'ASVEL Villeurbanne. Durant la saison 2006-2007, il est victime de plusieurs entorses de la cheville. Entre 2006 et 2008, il participe à trois Summer League NBA notamment avec les Knicks de New York et le Jazz de l'Utah sans décrocher de contrat.
Après un passage en Bundesliga à Cologne, il retrouve la Pro A pour évoluer avec Orléans. Il ne reste qu'une saison dans l'Orléanais atteignant avec son équipe, la finale de la Semaine des As du championnat de France. Il rejoint alors la Belgique où il évolue d'abord au sein de l'équipe Okapi Aalstar avant de porter les couleurs du Spirou Basket Club. Il y remporte le championnat de Belgique 2011 et joue l'Euroligue. À l'issue de son unique saison avec le Spirou BC, il retourne une nouvelle fois à Orléans.
Le 22 octobre 2015, la JSF Nanterre annonce la signature de Greene qui vient remplacer Romero Osby, qui ne donnait pas satisfaction et avait été remercié la veille.
Non conservé par la formation francilienne, il annonce sa retraite sportive le 5 février 2016. Il débute alors une nouvelle carrière d'agent immobilier dans sa ville natale.

## Clubs successifs
- 2003-2004 : 
  -  Anwil Wloclawek PLK
  -  Euphony Liège Ligue Ethias
- 2004-2005 :  Euphony Liège Ligue Ethias
- 2005-2006 :  RBC Verviers-Pepinster Ligue Ethias
- 2006-2007 :  ASVEL Lyon-Villeurbanne Pro A
- 2007-2008 :
  -  19ers du Colorado D-League
  -  Cologne 99ers Bundesliga
- 2008-2009 :   Orléans Loiret Basket Pro A
- 2009-2010 :   Okapi Aalstar Ligue Ethias
- 2010-2011 :   Spirou Charleroi Ligue Ethias
- 2011-2015 :   Orléans Loiret Basket Pro A
- 2015-2016 :   JSF Nanterre Pro A

## Palmarès

### En club
- Champion de Belgique 2011

### Distinctions personnelles
- Participation au All-Star Game LNB : 2013